# Базъелга
Базъелга (Баз-Елга, баш. Баҙйылға) — река в Ишимбайском районе Башкортостана, приток Селеука. Начинается в лесистой местности, впадает на территории Уразбаево. На территории деревни Уразбаево на реке расположен Уразбаевский пруд (объем — 2500 тыс. куб. м., площадь 77,0 га).

## Топографическая карта
- Лист карты N-40-89. Масштаб: 1 : 100 000. Состояние местности на 1983 год. Издание 1985 г.